# Добри Ганчев
Добри Ганчев е български просветен деец, общественик и мемоарист.

## Биография
Роден е в град Лясковец на 26 септември 1854 година в семейство на заможен майстор-бъчвар. Първоначално учи в родния си град и продължава образованието си в Руската империя, където завършва полукласическата гимназия в Николаев в 1875 година. Завръща се в България и преподава всеобща история и аритметика в Тулча по препоръка на Васил Друмев. След избухването на Руско-турската война не се записва доброволец в Българското опълчение поради крехкото си здраве и става безплатен сътрудник на Райко Блъсков в издаването на „Нова България“.
След това Ганчев заминава повторно за Русия и завършва Историко-филологическия факултет на Киевската духовна семинария в 1879 година. Завръща се в България и юли месец на същата година се установява в София, а после поема поста секретар на Екзархията в Цариград. Заедно с екзархийския наместник Методий Кусев развива внушителна дейност за откриване на трикласни училища в Македония и Тракия, а също така изиграва решаваща роля в откриването на Солунската българска мъжка гимназия. Заема този пост до 1882 година, когато подава оставка и се завръща в София, където от 1 октомври 1883 година става лектор във Военното училище и преподава там българска история за период от 20 години. Редактор е и на вестник „Български глас“.
През това време Добри Ганчев, като виден филолог, става учител по български език на княз Фердинанд I след идването му в България, а по-късно и на княгиня Мария Луиза.
Умира в София на 12 април 1936 година.
Иван Вазов посвещава на Добри Ганчев стихотворението „Жива история“, част от цикъла „Люлека ми замириса“.